# Arquímedes Figuera
Arquímedes Figuera (Cumaná, 6 de outubro de 1989) é um futebolista profissional venezuelano que atua como meia. Atualmente, joga pelo César Vallejo.

## Carreira
Arquímedes Figuera fez parte do elenco da Seleção Venezuelana de Futebol da Copa América de 2016.